# داريك روبرتسون
داريك روبرتسون (بالإنجليزية: Darick Robertson)‏، من مواليد 1967، هو رسام قصص مصورة هزلية، اشتهر في تأليف مسلسل ذا بويز.